# Baročna arhitektura
Baročna arhitektura je izrazito dekorativen in teatralen slog, ki se je v Italiji pojavil v začetku 17. stoletja in se postopoma razširil po Evropi. Prva jo je uvedla katoliška cerkev, zlasti jezuiti, kot sredstvo za boj proti reformaciji in protestantska cerkev z novo arhitekturo, ki je vzbujala presenečenje in strahospoštovanje. Svoj vrhunec je dosegel v visokem baroku (1625–1675), ko so ga uporabljali v cerkvah in palačah v Italiji, Španiji, na Portugalskem in v Franciji ter Avstriji. V poznem baročnem obdobju (1675–1750) je segel vse do Rusije in španskih in portugalskih kolonij v Latinski Ameriki. Od leta 1730 se je v Srednji Evropi pojavila in razcvetela še bolj dovršeno dekorativna različica, imenovana rokoko.
Baročni arhitekti so vzeli osnovne elemente renesančne arhitekture, vključno s kupolami in kolonadami, ter jih naredili višje, mogočnejše, bolj okrašene in bolj dramatične. Notranji učinki so bili pogosto doseženi z uporabo iluzionističnega stropnega slikarstva ali trompe l'oeil slik v kombinaciji s kiparskim okrasom; Oko je povlečeno navzgor, kar daje iluzijo, da človek gleda v nebesa. Grozdi izklesanih angelov in poslikanih figur krasijo strop. Za dramatičen učinek je bila uporabljena tudi svetloba; tekla je navzdol iz kupol in se odražala v obilju pozlate. Zviti zidovi so bili pogosto uporabljeni tudi za iluzijo gibanja navzgor, kartuše in drugi dekorativni elementi pa so zasedali vsak razpoložljiv prostor. V baročnih palačah so velika stopnišča postala osrednji element.
V zgodnjem baroku (1584–1625) je večinoma prevladovalo delo rimskih arhitektov, zlasti cerkev Il Gesù Giacoma della Porta (posvečena 1584), pročelje in kolonada bazilike sv. Petra Carla Maderna (dokončana 1612) in razkošna notranjost palače Barberini Pietra da Cortone (1633–1639). V Franciji je bil zgodnji primer tega sloga Luksemburška palača (1615–45), ki jo je zgradil Salomon de Brosse za Marijo Medičejsko.
Visoki barok (1625–1675) je ustvaril večja dela v Rimu, vključno Cerkev Santi Luca e Martina (1635–50) Pietro da Cortona, Francesco Borromini (San Carlo alle Quattro Fontane (1634–1646) in Gian Lorenzo Bernini (Kolonada bazilike svetega Petra) (1656–57). V Benetkah so visoka baročna dela Santa Maria della Salute, Baldassara Longhena. Primeri v Franciji so Pavillon de l'Horloge  Louvrske palače Jacquesa Lemerciera (1624–1645), kapela na Sorbonni Jacquesa Lemercierja (1626–35) in Château de Maisons  Françoisa Mansarta (1630–1651)
V poznem baroku (1675–1750) se je slog razširil po vseh delih Evrope ter v kolonijah Španije in Portugalske v Novem svetu. Nacionalni slogi so postali bolj raznoliki in izraziti. Pozni barok v Franciji, pod Ludvikom XIV. je bil bolj urejen in klasičen; primeri so Dvorana ogledal Versajske palače in kupola Les Invalides. Posebej okrašena varianta se je pojavila v začetku 18. stoletja; prvič se je imenoval rocaille v Franciji; nato rokoko v Španiji in Srednji Evropi. Izdelana in poslikana dekoracija pokriva vsak prostor na stenah in stropu. Njegov najslavnejši arhitekt je bil Balthasar Neumann, znan po Baziliki štirinajstih svetih pomočnikov in  Würzburški rezidenci (1749–51) [5] Druga varianta iz 18. stoletja je bila luteranska baročna umetnost, ki jo je ponazorila Dresdenska Frauenkirche (1726–1743).

## Značilnosti
Baročna arhitektura je pogosto uporabljala vizualne in teatralne učinke, zasnovane za presenečenje in začudenje gledalca.
- Kupole so bile skupna lastnost. Njihova notranjost je bila pogosto poslikana kot nebo, napolnjeno z angeli in kipi s sončnimi žarki, kar kaže na slavo ali vizijo neba. Hruškaste oblike so se včasih uporabljale v bavarskem, češkem, poljskem in ukrajinskem baroku
- Poslikave v trompe l'oeilu angelov in svetnikov v kupoli in na stropu v kombinaciji s štukaturnimi okvirji ali okrasom, ki dajejo iluzijo treh dimenzij in gledanjem skozi strop v nebesa. Včasih so videti, da naslikane ali kiparske figure Atlantov držijo strop. V nekaterih baročnih cerkvah je naslikana kupola na stropu dajala iluzijo treh dimenzij.
- Velika stopnišča so pogosto zasedala osrednje mesto in so bila uporabljena za dramatičen učinek, navijajoča navzgor, s spreminjanjem pogledov z različnih stopenj, ki služi kot prostor za slovesnosti. [5]
- Kartuše v zapletenih oblikah in izrisani okvirji razbijejo površine in dodajo tridimenzionalne učinke stenam.
- Ogledala, ki dajejo vtis globine in večjega prostora, zlasti v kombinaciji z okni, kot v Dvorani ogledal v Versajski palači.
- Nepopolni arhitekturni elementi, na primer fronte z manjkajočimi odseki, zaradi česar se odseki spojijo in dezorientirajo oko.
- Chiaroscúro, uporaba močnih kontrastov teme in svetlobe za dramatičen učinek.
- Nadzemna skulptura, putti ali figura na stropu ali tik pod njim, iz lesa (pogosto pozlačenega), mavca ali štukature, marmorja ali umetnega zaključka, kar daje vtis lebdenja v zraku.
- Zviti stebri (Salomonovi stebri), ki so dajali iluzijo gibanja.
- Eliptični ali ovalni prostori, ki odpravljajo prave kote. Včasih je bila ovalna ladja obdana z sevajočimi krožnimi kapelami. To je značilnost Bazilike štirinajstih svetih pomočnikov Balthasarja Neumanna.[6]

- Dekorativna kartuša v Barberinijevi palači, delo Filippo Juvarra (1711)
- Strop v galeriji Farnese, Annibale Carracci (1597–1704)
- Iluzija kupole na stropu Jezuitske cerkve na Dunaju, Andrea Pozzo (1703)
- Veliko stopnišče Würzburške rezidence (1720–1780)
- Trompe l'oeil učinek na stropu cerkve Il Gesu, Rim, Giovanni Battista Gaulli (končana 1679)
- Vrtovi palače Vaux-le-Vicomte. Baročni vrt, zasnovan tako, da si ga ogledujemo od zgoraj z oken in terase gradu in je bil podaljšek notranje arhitekture in oblikovanja.

## Tlorisi
- Križni tloris visokobaročne cerkve, Santi Luca e Martina v Rimu, avtor Pietro da Cortona (1639–1669)
- Tloris Sant'Andrea al Quirinale, Gian Lorenzo Bernini (1658–1661) prikazuje vhod (spodaj), oltar (zgoraj) in sevalne kapele.
- Tloris poznobaročne bazilike štirinajstih svetih pomočnikov, Balthasar Neumann, zgrajena med letoma 1743 in 1772. Oltar je v sredini v ovalnem delu.

## Zgodovina

### Zgodnji barok (1584–1625)
- Fasada cerkve Il Gesù, Rim (posvečena 1584)
- Notranjost kupole cerkve Il Gesù, Giacomo Barozzi da Vignola in Giacomo della Porta
- Cerkev Corpus Christi, Nesvizh v sodobni Belorusiji (1586 in 1593)
- Fasada cerkve Santa Susana, Rim, Carlo Maderno (1603)
- Cerkev sv. Petra in Pavla, Krakov, Poljska,  Giovanni Maria Bernardoni (1605–1619)
- Cerkev St-Gervais-et-St-Protais, prva pariška cerkev s fasado v novem baročnem slogu (1616–20)
- Luksemburška palača, Salomon de Brosse (1615–1624)

Baročna arhitektura se je prvič pojavila konec 16. in v začetku 17. stoletja v verski arhitekturi v Rimu, da bi preprečila priljubljenost protestantske reformacije. Bila je reakcija na hujši in akademski prejšnji slog cerkva, njen namen je bil spodbuditi navadne ljudi z učinki presenečenja, čustev in strahospoštovanja. Da bi to dosegel, je uporabil kombinacijo kontrasta, gibanja, trompe l'oeil in drugih dramskih in gledaliških učinkov, kot je iluzionistično stropno slikarstvo, uporaba poslikanih stropov, ki so dali iluzijo, da nekdo gleda naravnost v nebo. Novemu slogu so bili še posebej naklonjeni novi verski redovi, vključno z teatinci in jezuiti, ki so zgradili nove cerkve, namenjene privabljanju in navdihovanju širokega občinstva.

#### Rim
Eden prvih baročnih arhitektov Carlo Maderno je v novi fasadi in stebrih bazilike svetega Petra uporabil baročne učinke prostora in perspektive, ki je bil zasnovan tako, da je v nasprotju z velikansko kupolo, ki jo je zgradil Michelangelo, njo dopolnil. Drugi vplivni zgodnji primeri v Rimu so cerkev Il Gesù Giacoma della Porta (posvečena 1584) s prvo baročno fasado in zelo bogato okrašeno notranjostjo ter Santa Susanna (1603) Carla Maderna.

#### Pariz
Jezuiti so slog kmalu uvozili v Pariz. Cerkev Saint-Gervais-Saint-Protais v Parizu (1615–1621) je imela prvo baročno fasado v Franciji, prvo, ki je imela, tako kot italijanske baročne fasade, tri naložene klasične rede. Italijanski slog palač je v Pariz uvozila tudi Marija Medičejska za novo rezidenco, Luksemburško palačo (1615–1624) arhitekta Salomona de Brosseja in za novo krilo Chateau of Blois, Francoisa Mansarda (1635–38 ). Nicolas Fouquet, finančni nadzornik mladega kralja Ludvika XIV., je za svoj dvorec v Vaux-le-Vicomte (1612–1670) Louisa Le Vaua izbral nov slog. Kralj ga je kasneje zaprl zaradi ekstravagantnih stroškov palače.

#### Srednja Evropa
Prvi primer zgodnjega baroka v srednji Evropi je bila cerkev Corpus Christi, Nesvizh v poljsko-litovski zvezi, ki so jo jezuiti zgradili po rimskem vzoru med letoma 1586 in 1593 v Nieświežu (po letu 1945 je Niasvizh v Belorusiji).  Cerkev je prva kupolasta bazilika z baročno fasado v državah Commonwealtha in Vzhodne Evrope. Drugi zgodnji primer na Poljskem je cerkev sv. Petra in Pavla v Krakovu, ki jo je med letoma 1597 in 1619 zgradil italijanski jezuitski arhitekt Giovanni Maria Bernardoni.

### Visoki barok (1625–1675)

#### Italija
- Berninijev Baldahin, Bazilika sv. Petra, Vatikan (1623–34)
- Freska na stropu velikega salona, palača Barberini v Rimu, Pietro da Cortona (1633–1639)
- San Carlo alle Quattro Fontane, Francesco Borromini (1634–1646)
- Notranjost kupole San Carlo alle Quattro Fontane, Francesco Borromini (1638–1641)
- Cerkev Santi Luca e Martina, Rim, Pietro da Cortona (1635–50)
- Bazilika svete Marije Zdrave, Benetke, Baldassare Longhena v Benetkah (1630–31).

Papež Urban VIII., ki je deloval od 1623 do 1644, je postal najvplivnejši pokrovitelj baročnega sloga. Po smrti Carla Maderna leta 1629 je Urban za glavnega papeškega arhitekta imenoval arhitekta in kiparja Giana Lorenza Berninija. Bernini ni ustvaril samo baročnih stavb, temveč tudi baročne notranjosti, trge in fontane, s čimer je središče Rima spremenil v ogromno gledališče. Bernini je obnovil cerkev Santa Bibiana in cerkev San Sebastiano al Palatino na  Palatinskem griču v baročne znamenitosti, načrtoval Fontano del Tritone na trgu Piazza Barberini in ustvaril baldahin kot osrednjo točko bazilike sv. Petra.
Visoki barok se je postopoma razširil po Italiji, onkraj Rima. V tem obdobju je Baldassare Longhena v Benetkah (1630–31) zgradil cerkev Santa Maria della Salute. Cerkve niso bile edine stavbe, ki so uporabljale baročni slog. Eden najlepših spomenikov zgodnjega baroka je palača Barberini (1626–1629), prebivališče družine Urbana VIII. Začel jo graditi je Carlo Maderno, dokončala in okrasila pa Bernini in Francesco Borromini. Zunaj papeževe družinske rezidence je bila razmeroma zadržana, vendar notranjost in še posebej neizmerna freska na stropu salona, Alegorija božanske previdnosti in Barberinijeva moč, ki jo je naslikal Pietro da Cortona, veljajo za mojstrovine baročne umetnosti in dekoracije. Ukrivljene fasade in iluzija gibanja so bili posebnost Francesca Borrominija, predvsem v San Carlu alle Quattro Fontane (1634–1646), ki je ena od znamenitosti visokega baroka. Drug pomemben spomenik tega obdobja je bila cerkev Santi Luca e Martina v Rimu Pietra da Cortone (1635–50) v obliki grškega križa z elegantno kupolo. Po smrti Urbana VIII. in kratki vladavini njegovega naslednika je papeža Aleksandra VII. od 1666 do 1667 so videli več gradnje baročnih cerkva, trgov in vodnjakov v Rimu s strani Carla Rainaldija, Berninija in Carla Fontane.

#### Francija
- Pavillon de l’Horloge, Louvrska palača, Jacques Lemercier (1624–1645)
- Kapela Sorbonne, Jacques Lemercier (1626–35)
- Château de Maisons, François Mansart (1630–1651)

Kralj Ludvik XIII. je med letoma 1607 in 1614 v Rim poslal arhitekta Jacquesa Lemercierja, da bi preučil nov slog. Po vrnitvi v Francijo je zasnoval Pavillon de l’Horloge Louvrske palače (začetek 1626) in, kar je še pomembneje, kapelo Sorbonne, prvo cerkveno kupolo v Parizu. Zasnovana je bila leta 1626, gradnja pa se je začela leta 1635. Naslednji pomemben francoski baročni projekt je bila veliko večja kupola za cerkev Val-de-Grâce, ki sta jo leta 1645 začela Lemercier in François Mansart in končala leta 1715. Tretja baročna kupola je bila kmalu dodana Kolegiju štirih narodov (danes Institut de France).
Leta 1661 je po smrti kardinala Mazarina mladi Ludvik XIV. prevzel neposredno vlado. Umetnost je bila pod vodstvom njegovega kontrolorja financ Jean-Baptiste Colberta. Charles Le Brun, direktor Kraljeve akademije za slikarstvo in kiparstvo, je bil imenovan za nadzornika zgradb, ki je odgovoren za vse kraljeve arhitekturne projekte. Kraljeva arhitekturna akademija je bila ustanovljena leta 1671 z namenom, da Pariz, ne Rim, postane umetniški in arhitekturni model za svet.
Prvi arhitekturni projekt Ludvika XIV. je bil rekonstrukcija fasade vzhodnega krila Louvrske palače. Bernini, takrat najslavnejši evropski arhitekt, je bil povabljen v Pariz, da je predloži projekt. Od leta 1664 je Bernini predlagal več baročnih različic, vendar je kralj na koncu izbral zasnovo francoskega arhitekta Charlesa Perraulta v bolj klasični različici baroka. To je postopoma postalo slog Ludvika XIV. Kmalu se je lotil še večjega projekta, gradnje nove Versajske palače. Izbrana arhitekta sta bila Louis Le Vau in Jules Hardouin-Mansart, pročelja nove palače pa so bila zgrajena okoli zgodnejšega Marmornega dvora med letoma 1668 in 1678. Baročna veličastnost Versaillesa, zlasti fasada, ki gleda na vrt in dvorana ogledal Julesa Hardouin-Mansarta je postal model za druge palače po Evropi.

### Pozni barok (1675–1750)
V obdobju poznega baroka (1675–1750) se je slog pojavil po Evropi, od Anglije in Francije do Srednje Evrope in Rusije, od Španije in Portugalske do Skandinavije ter v kolonijah Španije in Portugalske v Novem svetu in Filipinih. Pogosto so vzeli različna imena, regionalne razlike pa so postale bolj izrazite. Posebno okrašena različica se je pojavila v začetku 18. stoletja, imenovana rocaille v Franciji in rokoko v Španiji in Srednji Evropi. Izklesana in poslikana dekoracija, ki pokriva vsak prostor na stenah in stropu. Med najpomembnejšimi arhitekti tega sloga je bil Balthasar Neumann, znan po baziliki štirinajstih svetih pomočnikov in Würzburški rezidenci (1749–51). Ta dela so bila med zadnjimi izrazi rokokoja ali poznega baroka.

#### Italija
- Bazilika Superga blizu Torina, Filippo Juvarra (1717–1731)
- Notranjost bazilike Superga
- Palača Carignano, sedaj Muzej italijanske renesanse, Torino

Do začetka 18. stoletja je bilo baročne stavbe mogoče najti v vseh delih Italije, pogosto z regionalnimi različicami. Pomembni primeri so bili bazilika Superga s pogledom na Torino Filipa Juvarre (1717–1731), ki je bila kasneje uporabljena kot model za Panthéon v Parizu. Grad Stupinigi (1729–31) je bila lovska koča in ena od rezidenc kraljevske rodbine Savojcev blizu Torina. Zgradil ga je tudi Filippo Juvarra.

#### Francija
- Dvorana ogledal v Versajski palači, Jules Hardouin-Mansart (med 1678–1686)
- Kapela Les Invalides, Jules Hardouin-Mansart   (končana 1708)
- Kapela Versajske palače, Jules Hardouin-Mansart (1699 do 1710)
- Salon Hôtel de Soubise v Parizu (1735–40), Germain Boffrand

V poznobaročnem obdobju se je v Franciji razvijala dekoracija Versajske palače, vključno z dvorano ogledal in kapelo. Kasneje v tem obdobju, v času vladavine Ludvika XV., se je v Parizu pojavila nova, bolj okrašena različica, slog rocaille ali francoski rokoko, ki je cvetel med približno 1723 in 1759. Najvidnejši primer je bil salon princese v pariškem Hôtel de Soubise, ki sta ga oblikovala Germain Boffrand in Charles-Joseph Natoire (1735–40).
Rocaille slog je trajal do sredine 18. stoletja. Nikoli ni dosegel ekstravagantnega razkošja rokokoja na Bavarskem, v Avstriji in Italiji. Odkritja rimskih starin, ki so se začela leta 1738 v Herkulaneju in še posebej v Pompejih leta 1748, so obrnila francosko arhitekturo v smer bolj simetričnega in manj razkošnega neoklasicizma.

#### Anglija
Christopher Wren je bil vodilna figura poznega baroka v Angliji s svojo rekonstrukcijo stolnice sv. Pavla (1675–1711), ki jo je navdihnil model bazilike svetega Petra v Rimu, njegov načrt za bolnišnico Greenwich (začela se je leta 1695) in palače Hampton Court (1690–96). Med drugimi britanskimi osebnostmi poznega baroka so bili Inigo Jones za Wilton House (1632–1647 in dva Wrenova učenca, John Vanbrugh in Nicholas Hawksmoor, za Grad Howard (1699–1712) in palačo Blenheim (1705–1724).
- Zahodno pročelje stolnice sv. Pavla (1675–1702)
- Bolnišnica Greenwich (1694)
- Grad Howard, Severni Yorkshire, John Vanbrugh in Nicholas Hawksmoor (1699–1712)
- Palača Blenheim, John Vanbrugh in Nicholas Hawksmoor

#### Srednja Evropa
Številne najbolj izredne stavbe poznega baroka so bile zgrajene v Avstriji, Nemčiji in na Češkem. V Avstriji je bil vodilni lik Fischer von Erlach, ki je za poveličevanje avstrijskih cesarjev zgradil Karlskirche, največjo dunajsko cerkev. Ta dela so si včasih izposodila elemente iz Versaillesa v kombinaciji z elementi italijanskega baroka, da bi ustvarila grandiozne nove učinke, kot v palači Schwarzenberg (1715). Johann Lukas von Hildebrandt je z velikimi stopnicami in elipsami dosegel svoje učinke v zgornji in spodnji palači Belvedere na Dunaju (1714–1722). Jakob Prandtauer je v samostanu Melk uporabil obilo barvni marmor in štukature, kiparske in stropne slike, da je dosegel harmonične in zelo gledališke učinke.
Druga pomembna osebnost nemškega baroka je bil Balthasar Neumann (1687–1753), katerega dela so vključevala Würzburško rezidenco za knezoškofe v Würzburgu s svojim znamenitim stopniščem.
Na Češkem je bil vodilni baročni arhitekt Christoph Dientzenhofer, katerega zgradba je imela zapletene krivine in kontrakrivine ter eliptične oblike, zaradi česar je bila Praga, kot Dunaj, prestolnica poznega baroka.
- Notranjost cerkve samostana Melk, Jakob Prandtauer (1702–1736)
- Knjižnica Clementinum, jezuitske univerze v Pragi (1722)
- Karlskirche, Dunaj, Fischer von Erlach (posvečena 1737)
- Kaisersaal, Würzburška rezidenca, Balthasar Neumann (1749–51)
- Bazilika Štirinajstih svetih pomočnikov, Balthasar Neumann (1743–1772)
- Palača Gödöllő (Madžarska), András Mayerhoffer (1730s–1785)

#### Španija
Politične in gospodarske krize v 17. stoletju so v veliki meri zadrževale prihod baroka v Španijo do poznega obdobja, čeprav so ga jezuiti močno spodbujali. Njegove zgodnje značilnosti so bile razkošne zunanjosti v nasprotju s sorazmerno preprosto notranjostjo in več prostori. V notranjosti so skrbno načrtovali razsvetljavo, da bi ustvarili vtis skrivnostnosti. V začetku 18. stoletja so pomembni španski primeri nova zahodna fasada stolnice Santiago de Compostela (1738–50) s svojimi spektakularnimi stolpi Fernanda de Casasa Novoe. Leonardo de Figuera je bil v Sevilji ustvarjalec kolidža v San Telmu s fasado, ki jo je navdihnil italijanski barok. Najbolj okrašena dela španskega baroka je ustvaril José de Benito Churriguera v Madridu in Salamanci. Pri njegovem delu stavbe skorajda prevzamejo okras iz pozlačenega lesa, orjaški zviti stebri in izklesano rastlinstvo. Njegova dva brata, Joaquin in Alberto, sta prav tako dala pomembna, če ne manj okrašena prispevka k temu, kar je postalo znano preprosto kot slog churrigueresque.
- Pozno baročna fasada stolnice Santiago de Compostela (1738–1750)
- Palača San Telmo v Sevilji, Leonardo de Figueroa (1682–1895)
- Retabel v kapeli stolnice v Segovii (1686), Jose Benito de Churriguera, najzgodnješi arhitekt v slogu churrigueresque.

#### Latinska America
Baročni slog so v Latinsko Ameriko v 17. stoletju uvozili Španci in Portugalci, zlasti jezuiti za gradnjo cerkva. Slog so včasih imenovali Churriguerizem, po družini baročnih arhitektov v Salamanci. Posebej lep primer je stolnica Zacatecas v mestu Zacatecas na severu osrednje Mehike z razkošno izklesano fasado in dvojnimi zvoniki. Drug pomemben primer je San Cristobal de las Casas v Mehiki. Izjemen primer v Braziliji je samostan Sao Bento v Riu de Janeiru. Graditi so ga začeli leta 1617, z dodatnim okrasjem po letu 1668. Metropolitanski tabernakelj v metropolitanski stolnici v Ciudad de Mexico, desno od glavne stolnice, ki jo je med letoma 1749 in 1760 zgradil Lorenzo Rodríguez, v kateri so bili arhivi in nadškofova oblačila ter sprejem obiskovalcev.
Portugalska kolonialna arhitektura je bila oblikovana po zgledu arhitekture Lizbone, drugačne od španskega sloga. Najbolj opazen arhitekt v Braziliji je bil Aleijadinho, ki je bil rojen v Braziliji, napol Portugalec in samouk. Njegovo najbolj znano delo je cerkev svetega Frančiška Asiškega v Ouro Pretu.
- Cerkev svetega Frančiška Asiškega v Ouro Pretu v Braziliji, zgrajena med letoma 1765 in 1775, avtor Aleijadinho
- Metropolitanska stolnica Ciudad de Mexico, zgrajena med 1571 in 1813, različni arhitekti
- Stolnica bazilika Zacatecas in Mehiki, zgrajena med 1729 in 1772, primer Churriguerizma
- Oltar v cerkvi Iglesia de El Sagrario, Quito, cerkev zgrajena med 1617 in 1747, José Jaime Ortiz. Je na Unescovem seznamu svetovne dediščine.
- Cerkev San Francisco Acatepec v San Andrés Cholula, zvezna država Puebla v Mehiki, zgrajena med sredino 16. stoletja in 1760. Keramični azulejos Talavera.[32]
- Popolna fasada Iglesia y Convento de San Francisco, Quito, zgrajena med 1550 in 1680
- Iglesia de la Compañía de Jesús, Cusco, Peru, zgrajena med letoma 1576 in 1668, Jean-Baptiste Gilles in Diego Martínez de Oviedo
- Panorama fasade bazilike in samostana San Francisco v Limi, ki jo je med letoma 1657 in 1729 zgradil Portugalec Constantino de Vasconcellos, ki jo je UNESCO uvrstil na seznam svetovne dediščine.